# Mike
Mike är ett mansnamn, en förkortning av Mikael eller Michael.

## Personer med namnet Mike
- Mike De La Torre, amerikansk MMA-utövare
- Mike Hailwood, brittisk racerförare
- Mike Hawthorn, brittisk racerförare
- Mike Johnson, amerikansk republikansk politiker, talman i representanthuset
- Mike Larrabee, amerikansk friidrottare, OS-guld 1964
- Mike Myers, skådespelare och komiker
- Mike Oldfield, brittisk rockartist
- Mike Patton, amerikansk musiker
- Mike Pompeo, amerikansk republikansk politiker, CIA-chef och utrikesminister
- Mike Shinoda, sångare i Linkin Park
- Mike Tyson, amerikansk boxare
- Mike Watson, engelsk rockmusiker